# Maxime Vantomme
Maxime Vantomme (Menen, 8 de març de 1986) és un ciclista belga, professional des del 2008. Actualment corre a l'equip WB Veranclassic-Aqua Protect.
En el seu palmarès destaca la victòria als Tres dies de Flandes Occidental i la Nokere Koerse, ambdues el 2010, i sobretot la victòria d'etapa a la Volta a Espanya de 2016.

## Palmarès
- 2004
  - 1r al Keizer der Juniores
- 2006
  - 1r al Memorial Danny Jonckheere
- 2007
  - 1r al Memorial Danny Jonckheere
  - Vencedor d'una etapa al Tour del País de Savoia
- 2008
  - Vencedor d'una etapa a la Tropicale Amissa Bongo
- 2012
  - 1r a la Fletxa de Heist
- 2014
  - 1r a Le Samyn
  - 1r al París-Arràs Tour
- 2015
  - 1r a la París-Chauny
- 2017
  - Vencedor d'una etapa del Circuit de les Ardenes